# پلوتشاید
پلوتشاید (به آلمانی: Plütscheid) یک شهر در آلمان است که در بیتبورگ-پروم واقع شده‌است.